# Ashlyn Gere

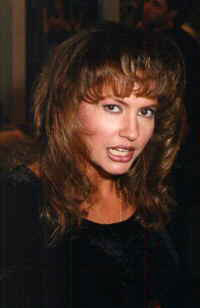
Ashlyn Gere (2006)

Ashlyn Gere (* 14. September 1959 in Havelock, North Carolina; eigentlich Kimberly Ashlyn McKamy) ist eine US-amerikanische Schauspielerin, Pornodarstellerin und Stripperin.

## Leben
Ashlyn Gere gilt als Königin der US-Pornos in den frühen 1990er-Jahren. Sie hat in ca. 150 Filmen mitgespielt, davon in ca. 100 Hardcorestreifen. Nach der High School, wo sie Cheerleaderin war, begann sie zunächst eine erfolglose Karriere als Schauspielerin. Bei Foto-Shootings für das Magazin Penthouse wurde der Porno-Regisseur Paul Thomas auf sie aufmerksam und castete sie für den zweiten Teil seiner Hardcore-Serie Masseuse. 1992 und 1993 waren für Ashlyn sehr erfolgreiche Jahre in der Porno-Industrie. Sie spielte unter anderem in John Leslies legendärem Film Verführerische Verwandlung die Hauptrolle. Bekannte Filme sind außerdem Secrets von Andrew Blake, Decadence von Michael Ninn, Two Women sowie der Porno-Krimi Sunset Stripped, in dem sie zusammen mit Ginger Lynn die Hauptrolle spielte. Sie wurde im Jahr 2001 in die AVN Hall of Fame aufgenommen.
1995 zog Gere sich aus dem Porno-Geschäft zurück und verdiente sich ihr Geld in den nächsten zwei Jahren als Stripperin (zusammen mit ihrer Freundin Victoria Paris). Danach setzte sie ihre Schauspiel-Karriere erfolgreicher fort. Sie hatte Auftritte in Low-Budget-Horrorfilmen wie 1987 in Creepzone und Lunch Meat, und 1986 in Evil Laugh. Sie war auch in vier Episoden der Fernsehserie Space 2063 von Akte X-Autor Glen Morgan aus dem Jahr 1995 unter dem Namen „Kimberly Patton“ zu sehen. Diese Rolle verschaffte ihr einen Gastauftritt in der Episode Blood der Fernsehserie Akte X, wo sie unter dem Namen „Kimberly Ashlyn Gere“ im Abspann auftauchte. Zudem wurde Ashlyn 1996 vom Schöpfer der Akte X, Chris Carter, als eine Figur mit dem Namen „Clear Knight“ für zwei Episoden der Fernsehserie Millennium engagiert. Danach trat sie 2002 in dem schwedischen Dokumentarfilm Desperately Seeking Seka auf.
Ashlyn war das Körper-Double von Sharon Stone in der Hollywood-Produktion Basic Instinct von Paul Verhoeven und das Double von Demi Moore in Ein unmoralisches Angebot von Adrian Lyne. Sie hatte auch einen Gastauftritt in der US-Serie Palm Beach-Duo. Sie ist Mitglied der XRCO Hall of Fame. Seit Oktober 2005 lebt sie in Texas, wo sie zusammen mit ihrem Ehemann eine Filiale einer Reinigungskette betreibt.

## Filmografie (Auswahl)
- 1986: Evil Laugh
- 1987: Creepzone (Creepozoids)
- 1987: Lunch Meat
- 1990: Dr. Jeckel und Miss Hide (Dr. Jeckel & Ms. Hide)
- 1992: Two Women
- 1992: Basic Instinct (Double)
- 1993: Ein unmoralisches Angebot (Indecent Proposal, Double)
- 1993: Verführerische Verwandlung (Chameleons)
- 1994: Secrets
- 1994: Akte X – Die unheimlichen Fälle des FBI (The X-Files, Fernsehserie, eine Folge)
- 1994: Masseuse II
- 1995–1996: Space 2063 (Space: Above and Beyond, Fernsehserie, vier Folgen)
- 1996: Decadence
- 1997: Palm Beach-Duo (Silk Stalkings, Fernsehserie, eine Folge)
- 1998: Millennium – Fürchte deinen Nächsten wie Dich selbst (Millennium, Fernsehserie, zwei Folgen)
- 2002: Sunset Stripped
- 2002: Desperately Seeking Seka (Dokumentation)
- 2003: Willard

## Auszeichnungen
- AVN Hall of Fame
- XRCO Hall Fame
- 1992: XRCO Award Best Actress in Chameleons: Not The Sequel
- 1992: XRCO Best Couples Sex Scene in Chameleons: Not The Sequel (zusammen mit Rocco Siffredi)
- 1992: XRCO Best Girl-Girl Scene in Chameleons: Not The Sequel (zusammen mit Deidre Holland)
- 1992: XRCO Female Performer of the Year
- 1993: AVN Award „Best Actress-Film“ in Chameleons: Not The Sequel
- 1993: AVN Award „Best Actress-Video“ (Two Women)
- 1993: AVN Best All-Girl Sex Scene – Film in Chameleons: Not The Sequel (zusammen mit Diedre Holland)
- 1993: AVN Best Group Scene – Video in Realities 2 (zusammen mit Marc Wallice und TT Boy)
- 1993: AVN Female Performer of the Year
- 1995: AVN Award „Best Actress-Film“ (The Masseuse 2)
- 1995: AVN Award „Best Actress-Video“ (Body and Soul)
- 1995: AVN Best Couples Sex Scene – Video in Body & Soul (zusammen mit Mike Horner)